# Oșorhei, Bihor
Oșorhei este satul de reședință al comunei cu același nume din județul Bihor, Crișana, România.

## Obiective turistice
- Biserica Adormirea Maicii Domnului din Oșorhei, monument istoric
- Rezervația naturală “Pădurea cu narcise din Oșorhei” (2,0 ha).